# Iso Omena
Iso Omena est un centre commercial du quartier de Matinkylä  à Espoo en Finlande.

## Présentation
Inauguré le 24 septembre 2001,  Iso Omena compte environ 220 magasins spécialisés dans la mode, la décoration intérieure, les loisirs et le bien-être, ainsi que des épiceries et des restaurations.
Il est la propriété de Citycon Oyj.

### Surfaces

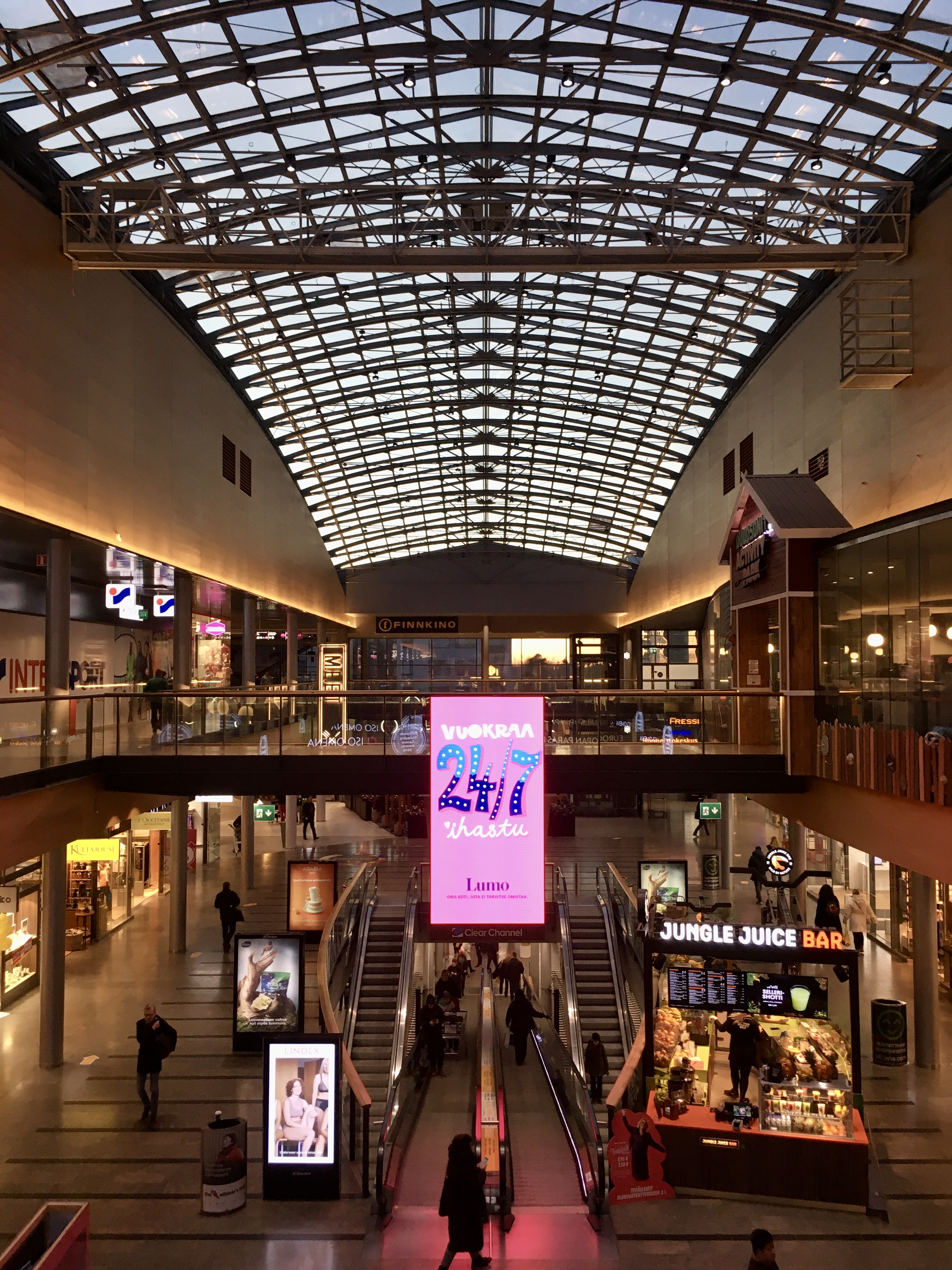
Vue intérieure en 2020.

Le complexe a une superficie totale de  166 000 m2 avec des bureaux de 8 000 m2 et 95 appartements sur 7 000 m2.
En 2018, le centre commercial disposait d'une surface commerciale locative d'environ 100 900 mètres carrés. 
En 2018, Iso Omena était le troisième plus grand centre commercial de Finlande en termes de superficie, de ventes et de nombre de visiteurs.

### Stationnement
Iso Omena dispose d'environ 2 200 places de stationnement gratuites, réparties comme suit :
- étage de stationnement P1 (1 061 places) ;
- étage de stationnement P2 (818 places) ;
- extérieur au rez-de-chaussée P3 (136 places) ;
- extérieur au rez-de-toit P2 (172 places) ;

soit un total de 2 187 places.

### Principaux occupants
- K-Citymarket: 10,594 m2
- Prisma: 10,249 m2
- Bibliothèque d'Iso Omena: 2,443 m2
- Aleksi 13: 1,609 m2
- Stadium: 1,595 m2
- HOK, restaurants: 1,316 m2

## Transports en commun
Iso Omena est relié à la station de métro Matinkylä, qui a ouvert ses portes à l'automne 2017. 
Iso Omena dispose aussi d'un terminal pour les bus vers différentes parties d'Espoo et de Kirkkonummi.

## Galerie

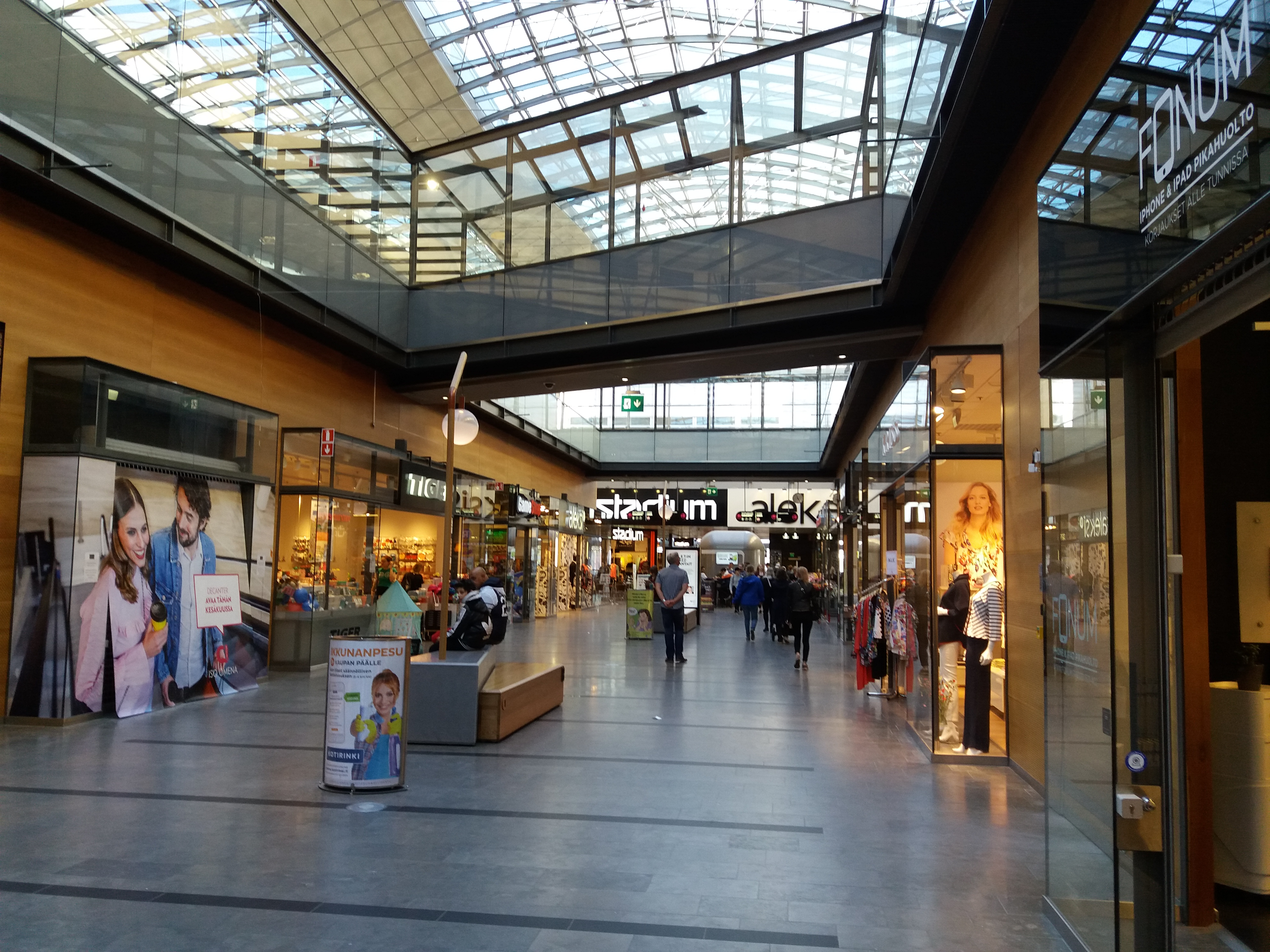
Rez de chaussée.
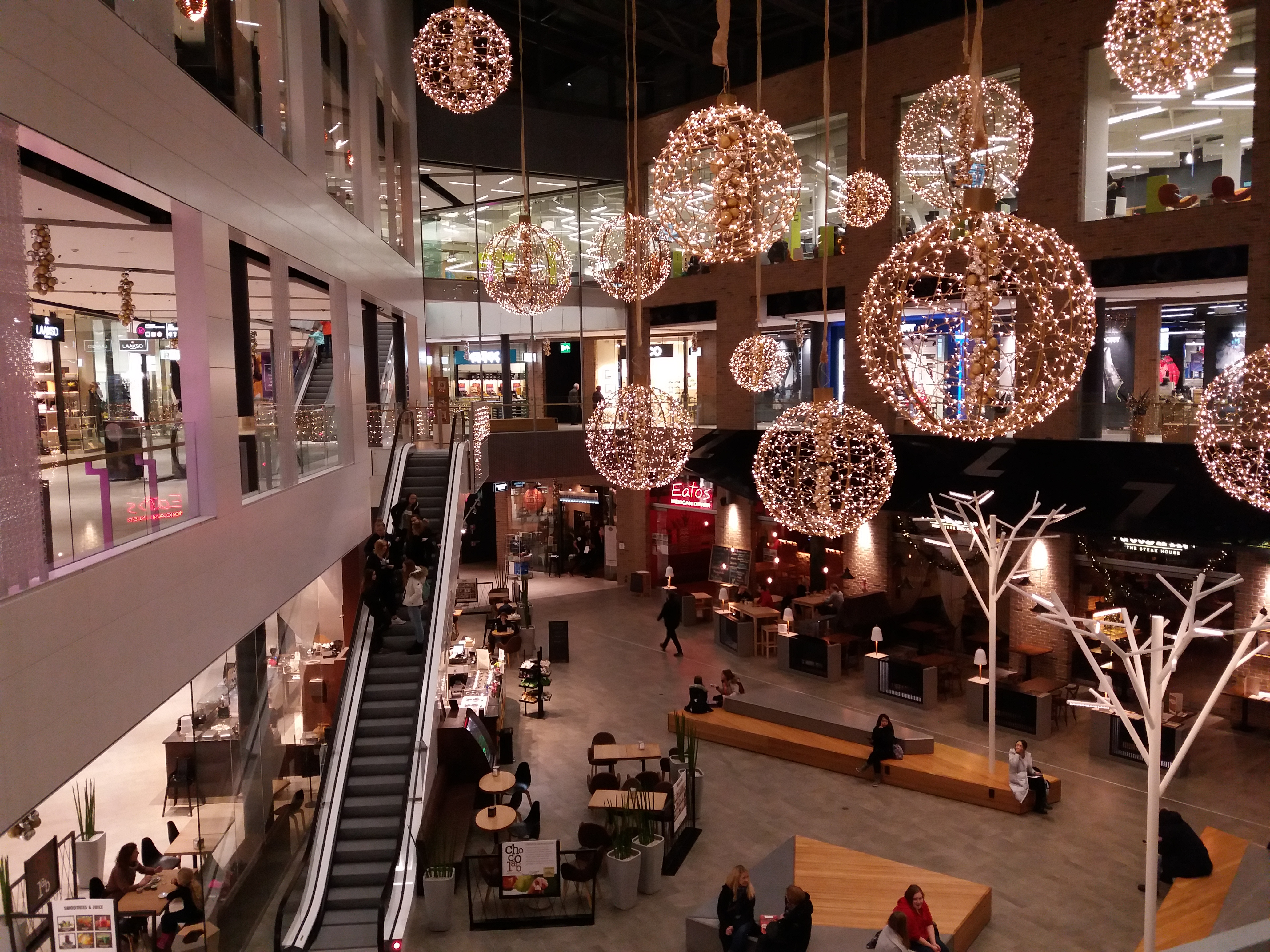
Illuminations de noël.
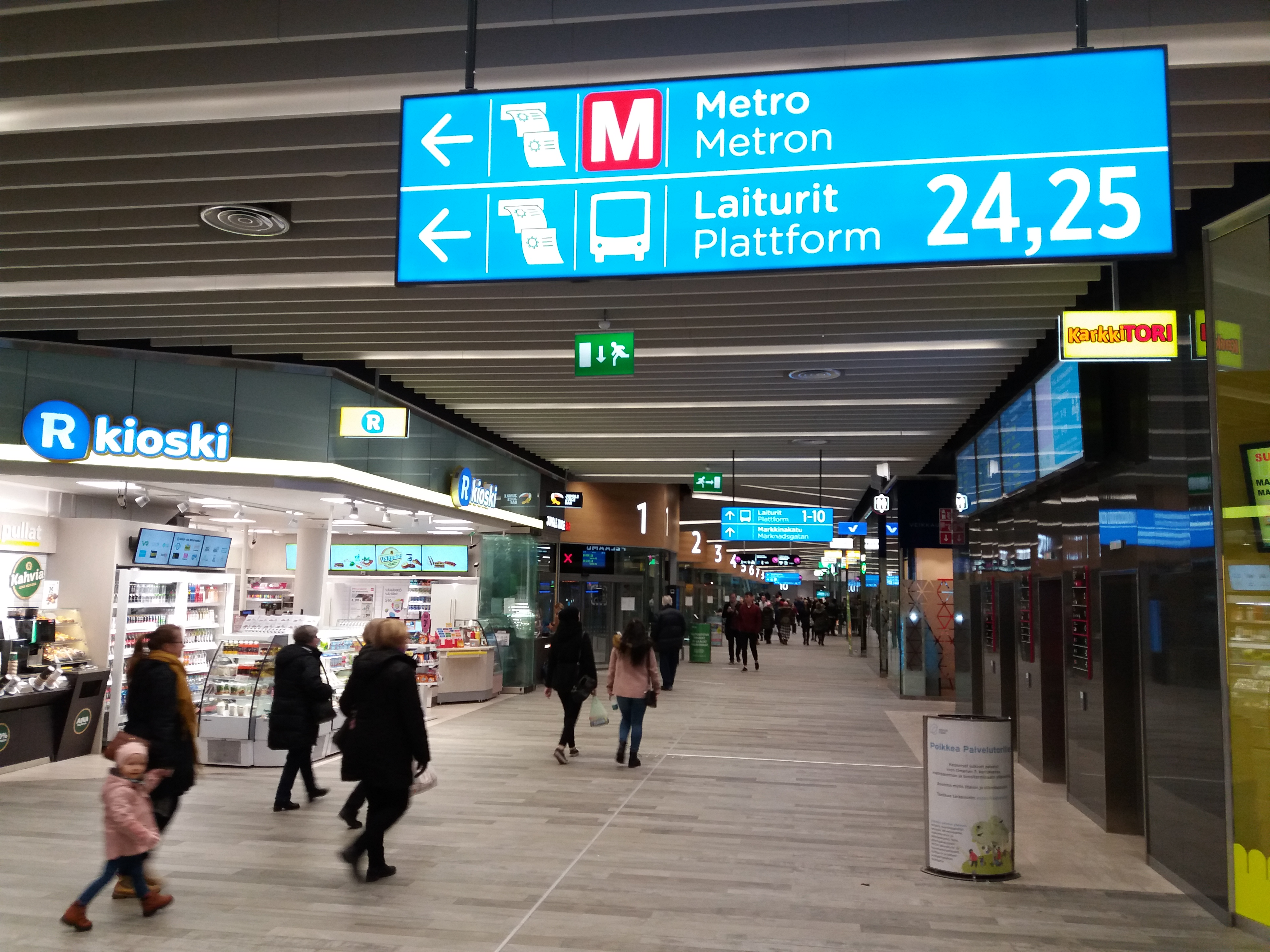
Le terminal de bus.